# Andrea Jurčić
Andrea Jurčić (* 21. Juni 1972) ist eine Badmintonspielerin aus Kroatien.

## Sportliche Karriere
Andrea Jurčić war die dominierende kroatische Badmintonspielerin in den 1990er Jahren. Von 1992 bis 2000 gewann die für Zagreb startende Jurčić alle Einzeltitel in ihrer Heimat. Dazu gesellen sich sieben Mixed- und fünf Doppeltitel. Erfolgreich war sie ebenfalls im Beachvolleyball.

## Erfolge
| Saison | Veranstaltung                   | Disziplin   | Platz | Name                               |
| ------ | ------------------------------- | ----------- | ----- | ---------------------------------- |
| 1992   | Kroatien: Einzelmeisterschaften | Dameneinzel | 1     | Andrea Jurčić                      |
| 1993   | Kroatien: Einzelmeisterschaften | Damendoppel | 1     | Andrea Jurčić / Tanja Vejnovic     |
| 1993   | Kroatien: Einzelmeisterschaften | Dameneinzel | 1     | Andrea Jurčić                      |
| 1993   | Kroatien: Einzelmeisterschaften | Mixed       | 1     | Daniel Lacko / Andrea Jurčić       |
| 1994   | Kroatien: Einzelmeisterschaften | Dameneinzel | 1     | Andrea Jurčić                      |
| 1995   | Kroatien: Einzelmeisterschaften | Damendoppel | 1     | Andrea Jurčić / Snježana Milešević |
| 1995   | Kroatien: Einzelmeisterschaften | Dameneinzel | 1     | Andrea Jurčić                      |
| 1995   | Kroatien: Einzelmeisterschaften | Mixed       | 1     | Silvio Jurčić / Andrea Jurčić      |
| 1996   | Kroatien: Einzelmeisterschaften | Mixed       | 1     | Silvio Jurčić / Andrea Jurčić      |
| 1996   | Kroatien: Einzelmeisterschaften | Damendoppel | 1     | Andrea Jurčić / Snjezana Milesevic |
| 1996   | Kroatien: Einzelmeisterschaften | Dameneinzel | 1     | Andrea Jurčić                      |
| 1997   | Kroatien: Einzelmeisterschaften | Dameneinzel | 1     | Andrea Jurčić                      |
| 1997   | Kroatien: Einzelmeisterschaften | Mixed       | 1     | Silvio Jurčić / Andrea Jurčić      |
| 1997   | Kroatien: Einzelmeisterschaften | Damendoppel | 1     | Andrea Jurčić / Snježana Milešević |
| 1998   | Kroatien: Einzelmeisterschaften | Damendoppel | 1     | Andrea Jurčić / Snježana Milešević |
| 1998   | Kroatien: Einzelmeisterschaften | Dameneinzel | 1     | Andrea Jurčić                      |
| 1998   | Kroatien: Einzelmeisterschaften | Mixed       | 1     | Silvio Jurčić / Andrea Jurčić      |
| 1999   | Kroatien: Einzelmeisterschaften | Damendoppel | 1     | Andrea Jurčić / Morana Esih        |
| 1999   | Kroatien: Einzelmeisterschaften | Dameneinzel | 1     | Andrea Jurčić                      |
| 1999   | Kroatien: Einzelmeisterschaften | Mixed       | 1     | Silvio Jurčić / Andrea Jurčić      |
| 2000   | Kroatien: Einzelmeisterschaften | Mixed       | 1     | Silvio Jurčić / Andrea Jurčić      |
| 2000   | Kroatien: Einzelmeisterschaften | Dameneinzel | 1     | Andrea Jurčić                      |